# Goshikizuka Kofun

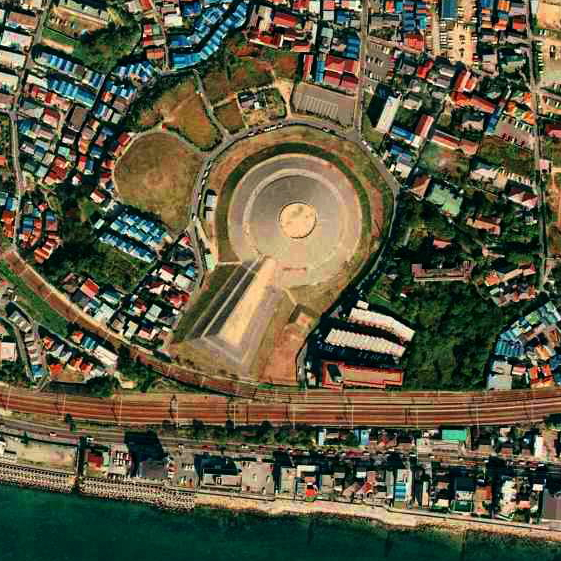
Luftbild des Goshikizuka Kofun, 1985

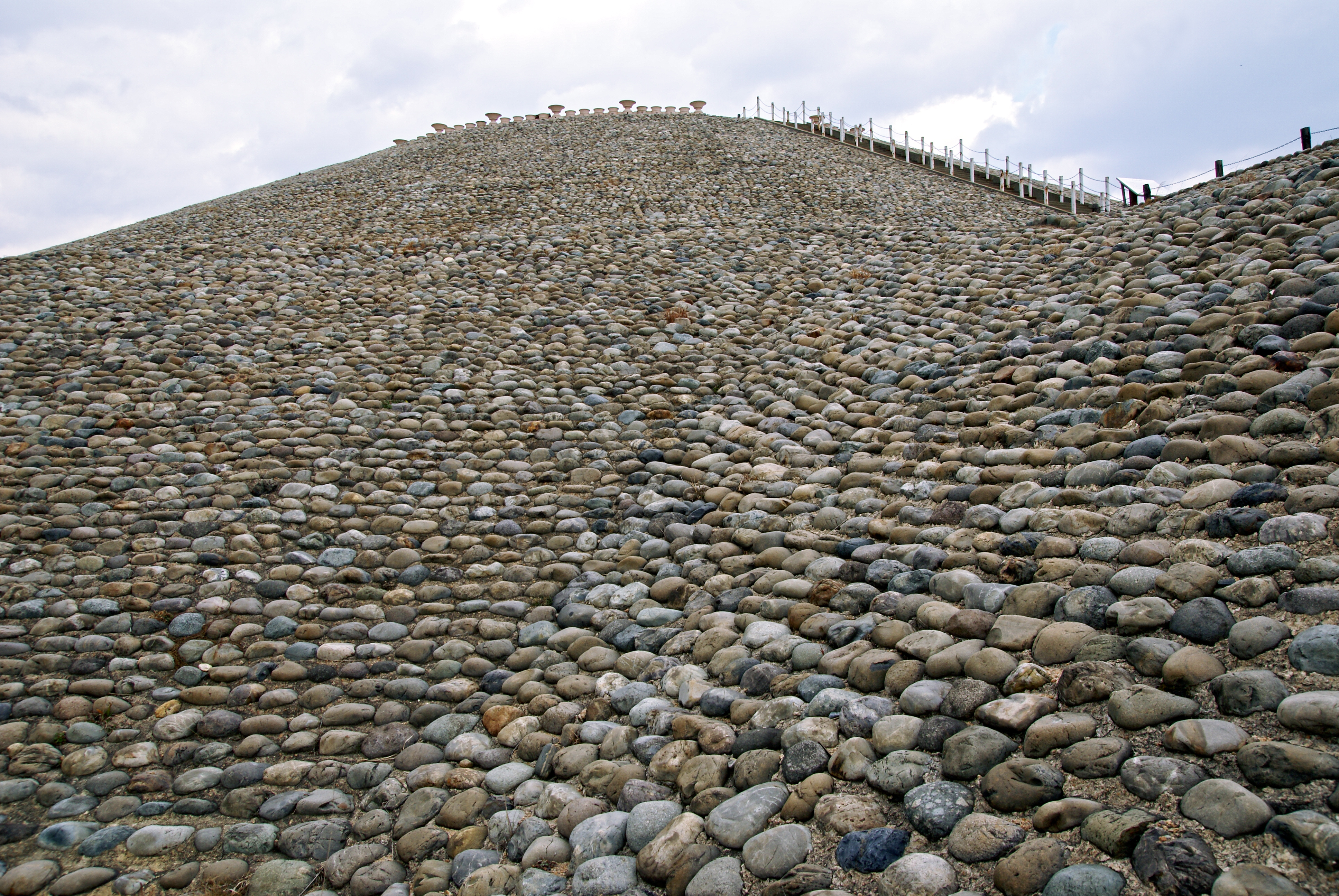
Detailbild des Goshikizuka Kofun

Das Goshikizuka Kofun (jap. 五色塚古墳) ist ein japanisches Hügelgrab in sogenannter Schlüssellochform (前方後円) im Stadtbezirk Tarumi von Kōbe.
Die gegen Ende des 4. Jahrhunderts oder zu Beginn des 5. Jahrhunderts geschaffene Grabanlage mit einer Hügellänge von 194 m (ursprünglich über 300 m) ist das größte Kofun der Präfektur.
Die Breite des viereckigen Vorderteils beträgt bis zu 81 m, seine Höhe 11,5 m, der Durchmesser des runden Hinterteils 125 m und die Höhe des Rundteils 18 m. Umgeben wird der Hügel von einem 10 m breiten Trockengraben, in dem an zwei Stellen quadratische Absätze gearbeitet sind: Der „Osthügel“ neben der Verbindungsstelle von Vorder- und Hinterteil des Grabhügels erhebt sich etwa 5 m hoch und hat am Sockel eine Seitenlänge von 20 m. Der kleinere „Nordosthügel“ im Graben neben dem Rundteil des Grabhügels erhebt sich 1,5 m und überbrückt den Graben etwa zur Hälfte.

## Namensgebung
Der „Fünffarbenhügel“ (goshiki = „fünf Farben“, tsuka = „Hügel“): Für die Abdeckung eines großen Teils des Kofun wurden Steine aus dem Gebiet der Akashi-Straße verwendet. Diese dunklen Steine haben glitzernde Anteile, die das Sonnenlicht je nach Tageszeit in verschiedenen Farben reflektieren.
Wegen seiner Form mit einem vergleichsweise schmalen und (ursprünglich) langen Vorderteil, die einem umgedrehten, tausendfach vergrößerten Blumentopf ähnelt, wird der Grabhügel auch Sentsubo Kofun (千壷, dt. „Tausend Topf“) genannt.

## Aufbau
Aus einem natürlichen Hügel wurden die erste Stufe des Grabhügels und der Nordosthügel herausgearbeitet. Die zweite und dritte Stufe sowie der Osthügel sind Erdaufschüttungen. Das gesamte Kofun sowie die beiden kleinen Absätze im Graben sind mit einer Schicht runder Steine abgedeckt. Die Steinschicht sollte fremde Geister vom Eindringen in die Grabkammer abhalten. Während die unterste Schicht mit kleinen Steinen abgedeckt wurde, sind die oberen beiden mit größeren, etwa faustgroßen Steinen bedeckt. Die auf dem Vorderteil befindlichen originalen Granitsteine stammen von der nördlichen, vor allem aber von der südlichen Küste der Akashi-Straße, also vom Norden der nahen Insel Awaji-shima. Aufgrund der dort starken Strömung sind die Steine, obwohl recht hart, sehr rund geschliffen. Der Vorderteil war ursprünglich mehr als doppelt so lang wie heute und reichte bis an das Meer.
Entlang der Absätze zwischen den Stufen und entlang den Rändern der Flächen auf dem Vorderteil sowie des hinteren Rundteils fand man rund 2200 Haniwa, gut 50 cm hohe, hohle Tongefäße hauptsächlich zylindrischer Form, zu einem kleineren Teil Figuren, die den Grabhügel abstützten, ähnlich einem Geländer die verschiedenen Bereiche markierten als auch zusammen mit der Steineabdeckung eine beschützende Funktion hatten. Sie waren flussaufwärts des nahe gelegene Fukuda-gawa gefertigt und auf dem Fluss und über das Meer an das Kofun gebracht worden. Im Nordosthügel fand man zwei tönerne zylindrische Schatullen oder Urnen, auf der Steinschicht des Osthügels fand man zahlreiche Töpferwaren, die Schiffe und Figuren darstellten. Der Osthügel wird Podest für Geschenke und Grabbeigaben der Trauergäste gedeutet.

## Restaurierung
Im Rahmen eines landesweiten Restaurierungsprogramms historischer Stätten und Gebäude wurde das Goshikizuka Kofun mit Mitteln des Kulturministeriums und der Stadt Kōbe von 1965 bis 1975 aufwändig restauriert. Nicht wiederhergestellt werden konnten die fehlenden etwa zwei Drittel des viereckigen Vorderteils des Grabhügels. Dieser Teil wurde beim Eisenbahnbau der Staatlichen Japanischen Eisenbahnen und später der San’yō Denki Tetsudō abgetragen. Bei der Restaurierung der Abhänge wurde eine Beschichtung mit Lehm und Sand eingelegt, um den Tumulus vor eindringendem Wasser zu schützen. Die gesamte Steinabdeckung wurde erneuert. Für das viereckige Vorderteil konnten originale Steine verwendet werden, doch wurden für das runde Hauptteil neue, hellere Kieselsteine von anderen Orten des Landes geordert. Wie vorher wurde die unterste der drei Abhänge mit recht kleinen Steinen bedeckt. Um Erosion zu verhindern, wurde die untere Stufe so mit Erde bedeckt, dass darauf Gras wachsen kann. Insgesamt wurden gut 2,2 Millionen Steine, 2.784 t, handverlegt. Repliken der einstmals zahlreichen Haniwa, die in einer Dichte von 18 Stück auf 10 m gestanden hatten, wurden nur auf der Krone des runden Hauptteils des Kofun aufgestellt. Die Grabkammer des Kofun wurde nicht angetastet, da ein Dokument aus der Edo-Zeit besagt, die Kammer sei besetzt.

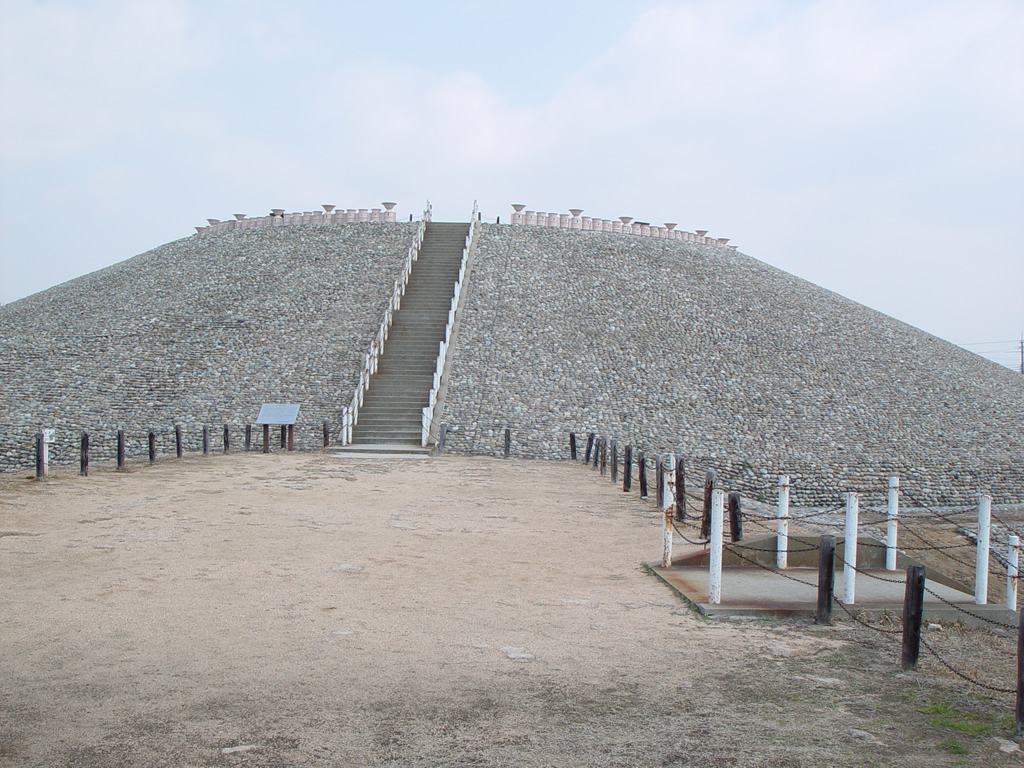
Oberste Stufe des Rundteils; vom Vorderteil aus
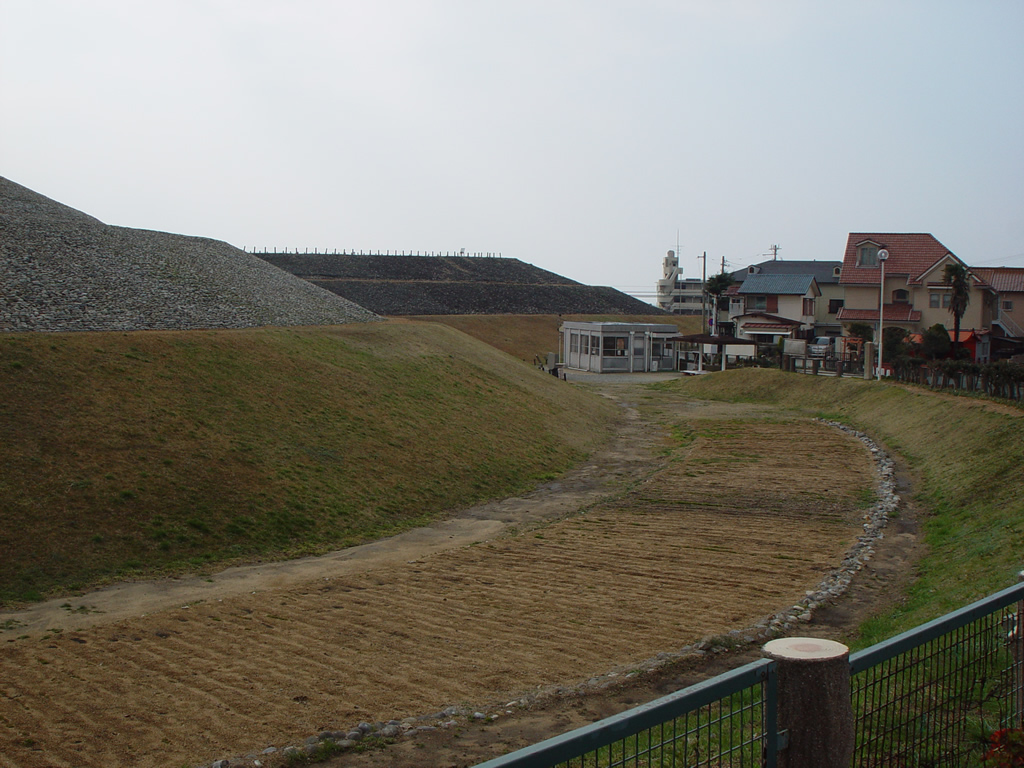
Untere Stufe mit Grasdecke, hellerer Rundteil links
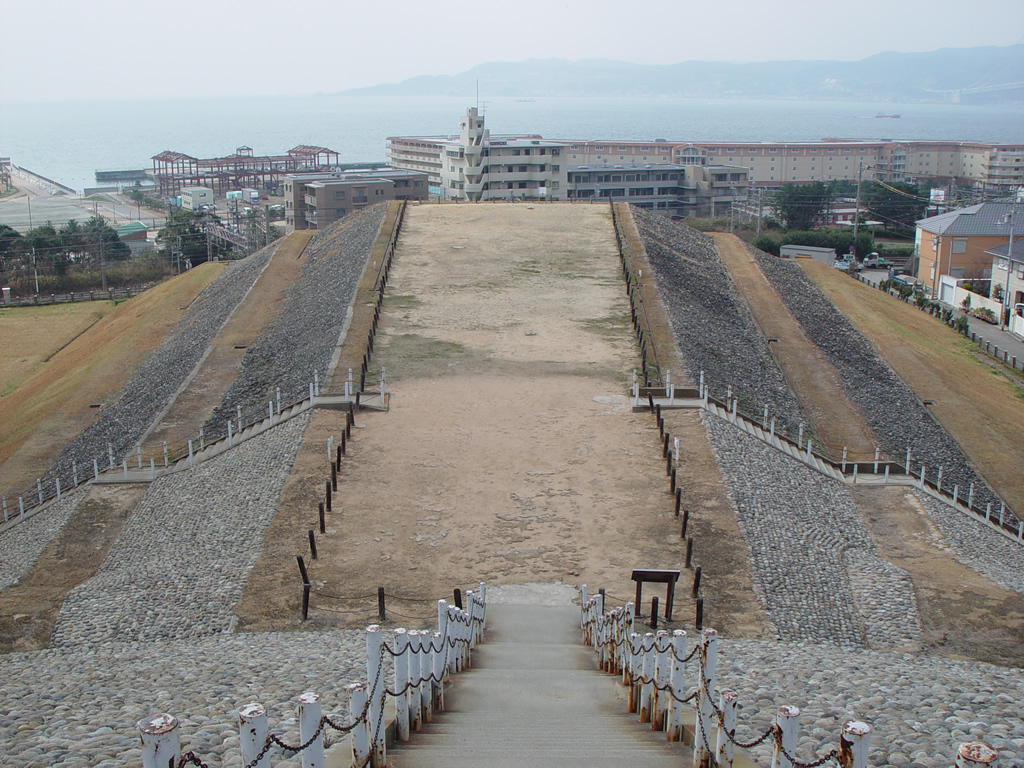
Vom Rundteil aus: Das Vorderteil reichte bis zum Meer
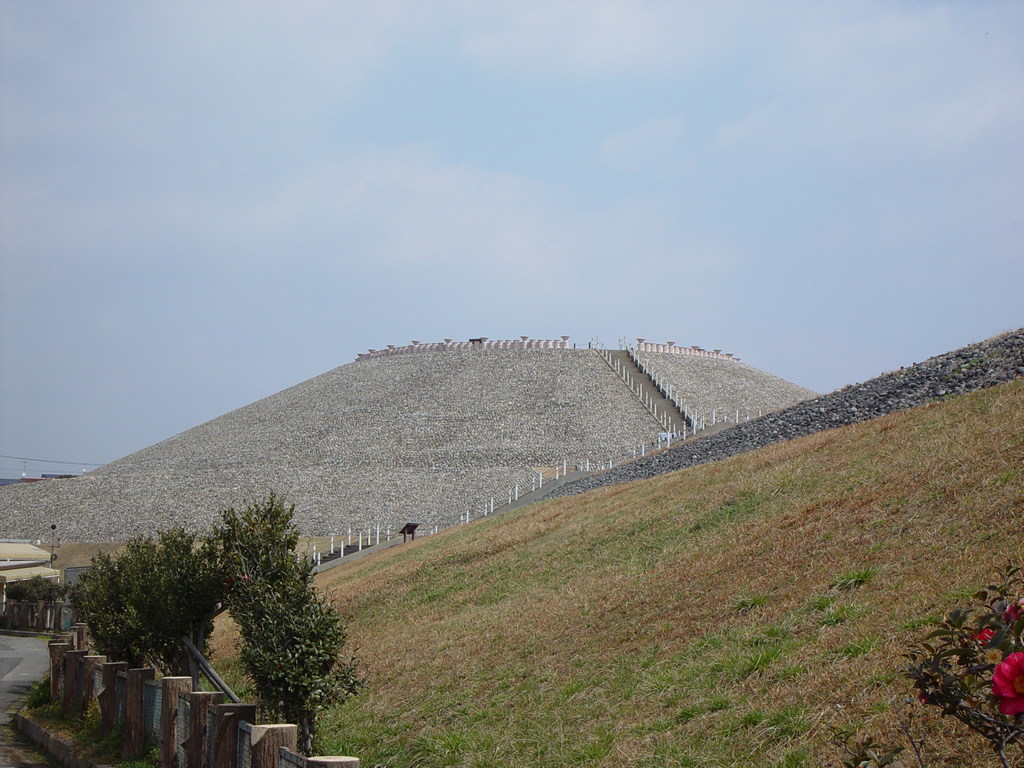
Ansicht von der Südwestecke aus

## Sonstiges
Unmittelbar neben dem Sentsubo Kofun befindet sich noch ein kleineres und eventuell älteres Rundgrab, Kotsubo Kofun (wörtlich „kleiner Topf“) genannt. Der Durchmesser des zweistufigen Kotsubo Kofun beträgt etwa 67 m, seine Höhe 9 m. Auf der Krone und dem Absatz zwischen den Stufen war es mit einem Ring von Haniwa versehen.